# Зоо-парк Јагодина
Зоо-парк Јагодина је један од четири зоолошка врта у Србији. Званично је почео са радом 10. јула 2006. године. Простире се на површини од 2,5 ха, на терену на коме је претходно била ледина. У Врту се чува око 250 врста животиња, са преко 320 јединки. Посетиоцима су на располагању водичи, који их воде их у обилазак комплекса, пружајући објашњења о животињама. Зоо-врт ради 365 дана у години, без обзира на верске или државне празнике у Србији.
Зоолошки врт у Јагодини је први зоолошки врт изграђен у Србији јужно од Београда. Његовим отварањем Јагодина је постала један од значајних туристичких центара у Србији. Свечано га је отворио некадашњи директор Бео зоо врта Вук Бојовић, који је и почасни грађанин Јагодине.

## Локација
Зоо-парк се налази у Јагодини (Поморавље), у склопу излетничког парка Ђурђево брдо, који је заштићени споменик природе. Од центра Јагодине удаљен је око 2 км, а у непосредној близини налазе се Музеј воштаних фигура и аквапарк. Јагодина је град са изузетно квалитетном инфраструктуром и саобраћајницама те је самим тим лако наћи и доћи до зоолошког врта. Од Београда је удаљен 135 км, а од Ниша 100 км, са директним излазом на Ауто-пут Београд-Ниш (ауто-пут Е75, на коридору 10).

## Изградња
Изградња врта почела је 3. априла 2006. године и трајала само 70 дана. Изграђен је на терену на коме се раније налазила обична ледина, при чему ни једно дрво није исечено за потребе изградње објеката у комплексу.
У изградњу зоо-врта општина је инвестирала 40% средства, а 60% су чиниле донације, а највећи донатор био је Београдски зоолошки врт.

## Животињске врсте
Становнике Зоо-парка Јагодина чини око 250 врста животиња, са преко 320 јединки, међу којима су:
- Звери — бенгалски тигар, пума, европски мрки медвед, тибетански медвед огрличар, афрички лав, јагуар, европски сиви вук, шумски рис, мочварни рис, афрички леопард, лисица, којот, коати, феретка (афрички твор)[7]  - Тигар
  - Јагуар
  - Канадски вук
  - Лав
  - Медвед
- Копитари и папкари — грантова зебра, пони, лама, једногрба камила, црвени јелен, срна, муфлон, берберска овца, јелен лопатар, сомалијска овца, црноглава овца, зебу, еланд антилопа, камерунска коза, патуљаста коза, сибирски козорог, жирафа[8]

- Зебра
- Еланд антилопа
- Јелен
- Камерунска коза
- Сибирски козорог
- Зебу

- Мајмуни — павијан, шимпанза, мали белоноси мајмун[9]
- Кенгури — бенетов валаби, парма валаби[10]
- Водене животиње — фока[11]
- Птице — ему, паун, патуљасте кокинкине, бронзани ћуран, голубови лепезани, јаребице камењарке, нимфе, розела, певајућа розела, краљевски фазан, папагаји тигрице, лутино козице, платинасти фазан, сребрни фазан, мали александар, златоглава аратинга, зебе, дијамантски голубић, ној, златни фазан, дијамантски фазан[12]
- Гмизавци — бурмански питон, царски удав, зелена игуана[13]
- Рибе — јапанке, црна пирана, оскар, циклиди[14]

- Мајмун
- Кенгур
- Ној
- Папагај
- Змија
- Игуана

## Остали садржаји
Комплекс је уређен по највишим светским стандардима, са пешачким стазама, клупама за одмор, и великим површинама под травом и цветним лејама у којима се цвеће сезонски мења. Изграђене су и пешачке зоне за кретање деце, старијих и хендикепираних особа и веома квалитетну инфраструктуру.
Осим ових садржаја у Врту се налази и Сувенирница са богатим избором најразноврснијих сувенира, кафић, сала за прославу дечјих рођендана, киосци брзе хране, Клуб „Тигар” у ком се нуди и хотелски смештај, а нуди и услуге организовања породичних или пословних ручкова, као и друге врсте прослава.
Зоо парк Јагодина посећују екскурзије предшколаца, основаца и средњошколаца из свих крајева Србије, као и бројни гости из земље и иностранства. Отварањем првог зоолошког врта јужно од Београда, Јагодина је свакако постала један од значајних туристичких центара у Србији.